# Прошек (кино)
Театрално-концертен салон „Прошек“ е разрушена историческа сграда във Варна.
Салонът „Прошек“ е построен по проект на архитект Антон Франгя през 1906 г. като бирария с лятна градина към Пивоварна „Братя Прошекови“ и е пригоден за театрални представления. Концертният салон се открива за посетители от 1 октомври 1906 г. Бързо придобива местна значимост като сцена за разнообразни събития като благотворителни представления на общинската драматична трупа в помощ на македонските българи, маскен бал на Колоездачното дружество, концерт на ученици от мъжката гимназия, среща на железничарите. Районът около салона остава необлагороден дълги години.
През 1919 г. сградата е преустроена за кинопрожекции като в салона е инсталирано отопление. През 1923 г. кино „Прошек“ и директорът му Рафаил Кабатник печелят общинския търг за отдаване под наем на Летния театър за кинопрожекции.
През 1927 г. салонът се преустройва и преименува на кино „Роял“, с 650 места, партер и балкон. Негов собственик става строителният предприемач Яков Прудкин.
През 1949 г. киносалонът се нарича „Тракия“, а от 1950 г.- кино „Димитър Благоев“. След затварянето на киното за кратко в сградата се помещава бинго зала.
През 2011 г. обектът на адрес ул. „Братя Шкорпил“ 26А е разрушен и на освободения парцел е построена съвременна сграда.